# Stictodora perpendicula
Stictodora perpendicula är en plattmaskart. Stictodora perpendicula ingår i släktet Stictodora och familjen Heterophyidae. Inga underarter finns listade i Catalogue of Life.